# Abraxas triseriaria
Abraxas triseriaria är en fjärilsart som beskrevs av Herrich-Schäffer 1855. Abraxas triseriaria ingår i släktet Abraxas och familjen mätare. Inga underarter finns listade i Catalogue of Life.